# Schlacht bei Walcourt
Philippsburg – Koblenz – Walcourt – Bantry Bay – Mainz – Bonn – Fleurus – Beachy Head – Boyne – Staffarda – Québec – Mons – Cuneo – Leuze – Aughrim – Barfleur/La Hougue – Namur 1 – Steenkerke – Lagos – Neerwinden – Marsaglia – Charleroi – Torroella – Camaret – Texel – Sant Esteve d'en Bas – Gerona – Dixmuyen – Namur 2 – Brüssel –  Ath – Cartagena – Barcelona
Die Schlacht bei Walcourt wurde am 25. August 1689 während des Pfälzischen Erbfolgekrieges ausgetragen. Die Schlacht fand bei der Stadt Walcourt nahe Charleroi in der Spanischen Niederlande statt und brachte einen ereignislosen Sommer des Marschierens, des Plünderns und der Manöverübungen zu einem Ende. Als Sieger aus der Schlacht, dem einzig nennenswerten Gefecht des 1689er Feldzuges, ging die Augsburger Allianz hervor.
Die Armee der Allianz wurde vom Prinzen von Waldeck angeführt; den Oberbefehl über die französische Armee hatte der Maréchal d’Humières inne. Während die Franzosen in der Schlacht in etwa 2.000 Tote zu beklagen hatten, beliefen sich die Verluste der Alliierten auf weniger als 300. Der Sieg war ein vielversprechender Auftakt des Krieges für die Partei von König Wilhelm und die Allianz, wohingegen Humières’ militärischer Ruf einen fatalen Schlag erlitt, von dem er sich nicht mehr erholen sollte. Im folgenden Feldzug von 1690 wurde Humières durch den Herzog von Luxemburg ersetzt.

## Hintergrund
Im September 1688 drangen die Truppen Ludwigs XIV. in das Rheingebiet ein und belagerten Philippsburg. Ludwig hatte gehofft, die mächtigen deutschen Prinzen und den Kaiser des Heiligen Römischen Reiches, Leopold I. zwingen zu können, den Regensburger Stillstand in einen dauerhaften Friedensvertrag umzuwandeln, was die französischen Gebietserwerbungen aus dem Reunionskrieg bestätigt hätte. Andere deutsche Städte wie Oppenheim, Kaiserslautern und Heidelberg sowie die Festung Mainz fielen in der Folge rasch. Doch anstatt sich vor den französischen Aggressoren zu verstecken, verbündeten die deutschen Prinzen sich gegen Ludwig. So entwickelte sich der Feldzug, der ursprünglich für wenige Monate konzipiert worden war, zum Pfälzischen Erbfolgekrieg.
Durch den Angriff auf das Rheingebiet beseitigte Ludwig niederländische Ängste, die Franzosen könnten die Holländische Republik angreifen, was die Invasion Englands durch Wilhelm von Oranien im November erleichterte. Wilhelms anschließender Erfolg in der Glorious Revolution, der zur Besteigung des englischen Thrones und zur gemeinsamen Regentschaft mit seiner Frau Maria im Februar 1689 führte, ermöglichte es ihm, die volle wirtschaftliche und militärische Kraft Englands für den Kampf gegen Frankreich aufzuwenden. So bildete sich die von ihm schon lange ersehnte Koalition gegen Frankreich fast von allein. Am 12. Mai 1689 unterzeichneten der Oranier und der Kaiser die Beitrittsurkunde der Niederlande und Englands zur Augsburger Allianz, wodurch die Wiener Große Allianz entstand. Mit dieser Allianz sollte Frankreich auf die Grenzen vom Ende des Dreißigjährigen Krieges und des Französisch-Spanischen Krieges zurückgedrängt werden, wodurch Ludwig all seine Eroberung seit seinem Regierungsantritt verloren hätte.
Später wurde die Spanische Niederlande zu einem der Hauptkriegsschauplätze, doch während des frühen Stadiums des Krieges 1689 war sie nur ein Nebenschauplatz. Das lag daran, dass die Protagonisten des Krieges an anderen Fronten beschäftigt waren. Wilhelm hatte sich mit politischen Themen und der jakobitischen Rebellion in Schottland zu befassen, Ludwig befand sich am Rhein und die deutschen Prinzen hoben ihre Armeen aus, um die französische Armee an den Rhein zurückzudrängen und ihre vorigen Niederlagen zu revidieren.

## Vorspiel

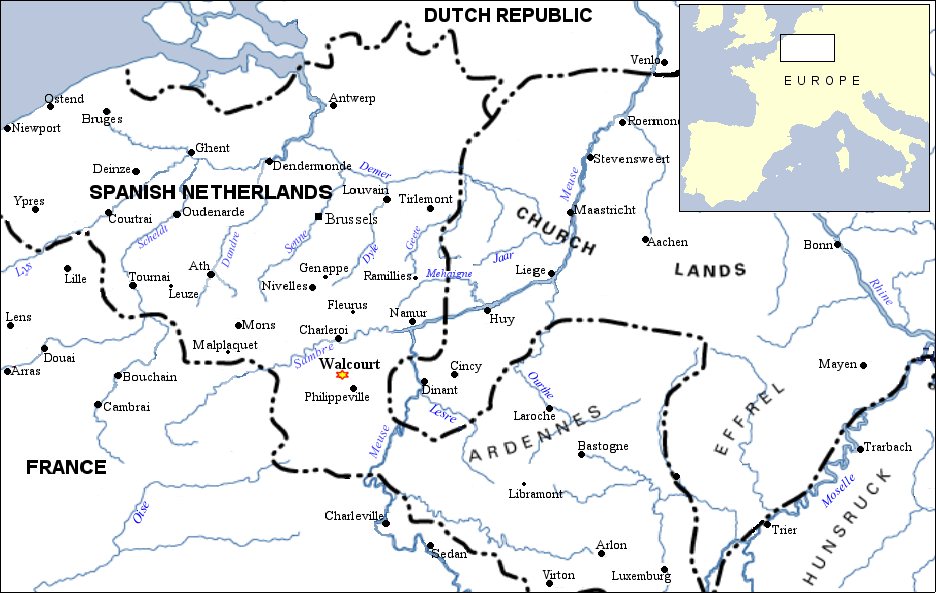
Die Spanischen Niederlande. Walcourt liegt südlich von Charleroi nahe dem Fluss Sambre.

Am 14. Mai 1689 versammelte Humières seine Armeen für den neuen Feldzug in der Spanischen Niederlande in der Nähe von Boussières an der Sambre. Insgesamt versammelten sich dort 24 Bataillone und 75 Schwadronen, alles in allem um die 24.000 Mann. Wilhelm vertraute das Oberkommando über sein an diesem Kriegsschauplatz 35.000 Mann starkes Heer dem 69-jährigen Prinzen von Waldeck an. Das 8.000 Mann starke englische Kontingent wurde vom Earl of Marlborough befehligt. Dennoch blieb Wilhelm skeptisch bezüglich der Qualität der englischen Truppen. Verglichen mit den niederländischen Streitkräften mangelte es den Engländern an Organisation, Verwaltungsstrukturen und einem Versorgungskommissariat. So beobachtete Waldeck mit großem Interesse, wie Marlborough sich um Ordnung und Organisation in seiner Befehlskette bemühte. Später schrieb er, er hoffte, die Engländer wären „… so diszipliniert, wie sie tapfer sind“, obwohl Waldeck noch im September „… das Temperament, die Nonchalance, ihre jämmerliche Kleidung und das schlimmste allen Schuhwerks“ beklagte."
Durch verwaltungstechnische Probleme und die verspätete Ankunft einiger Kontingente verzögerte sich die Eröffnung der Offensive der Alliierten bis in den späten Juni. Waldeck ließ von der Nähe von Tienen in Richtung Fleurus marschieren. Die beiden Armeen verbrachten die folgenden beiden Monate mit Marschieren und wieder zurück Marschieren, im Bestreben, einen strategischen Vorteil zu erringen. Am 24. August hatte Waldeck die Sambre überquert und die Lager nahe der alten Stadt Walcourt aufschlagen lassen, wo er sich damit zufrieden gab, auf feindlichem Territorium zu leben.

## Schlacht
Am 25. August wurden vonseiten der Alliierten Fouriere in die nähere Umgebung ausgesandt. Sie wurden von 600 Engländern aus Colonel Hodges’ Regiment (dem 16. Fußsoldatenregiment, dem späteren Bedfordshire and Hertfordshire Regiment) eskortiert. In dem Bestreben, die Eindringlinge zu vertreiben, überfiel Humières die Fouriere und alliierte Außenposten, die sich ungefähr 3 km südlich von Walcourt befanden. So beorderten die Alliierten ihre Truppen zurück und machten sich kampfbereit.
Hodges’ Regiment gelang es fast zwei Stunden lang, das Vorrücken der französischen Vorhut zu verhindern und den Rückzug der überrumpelten Fouriere zu decken, bevor er seinerseits den Rückzug in eine nahegelegene Mühle befahl (siehe oben stehende Karte). Um 11:00 Uhr kam Marlborough in Sichtweite des Ortes des Geschehens. Als er gewahr wurde, dass Hodges von verschiedenen französischen Stellungen aus beschossen wurde, befahl er dem bedrängten Colonel, sich auf einen Hügel östlich von Walcourt zurückzuziehen, hinter dem sich das Gros der alliierten Armee zum Angriff formierte. Später bemerkte Waldeck zu Wilhelm: „[Hodges] und die Engländer, die mit ihm kämpften, haben ein Wunder vollbracht, und ich hätte niemals geglaubt, dass so viele der Engländer eine solche joie de combattre an den Tag legen würden.“
Obwohl es seinen Truppen nicht einmal gelungen war, Hodges’ wenige Männer zu bezwingen, entschied sich Humières Walcourt selbst anzugreifen, das von 600 Mann besetzt worden war. Wenngleich die Verteidigungsanlagen der Stadt antiquiert waren, war sie nicht leicht einzunehmen, da sie sich auf einem Hügel befand und teilweise von einem Fluss geschützt wurde. Zudem war der Untergrund für die Franzosen nicht besonders vorteilhaft. Dennoch wurden mehrere Attacken gefahren, wobei die Franzosen aber schwere Verluste durch die alliierten Enfilade Waffen erlitten. Trotz der Verluste blieb Humières beharrlich und schickte eine Gruppe  des Régiment des Gardes françaises, um die Tore von Walcourt in Brand zu setzen. Der Versuch schlug fehl und die Sicherheit der Garnison war endgültig gewährleistet, nachdem Brigadegeneral Thomas Tollemache um 14:00 Uhr die Coldstream Guards und ein deutsches Bataillon in die Stadt hatte bringen können.
Humières sah sich gezwungen, das Schlachtfeld zu erweitern, und warf seine Männer in einem improvisierten Angriff gegen den rechten Flügel der Hauptstreitkraft der Alliierten hinter der Stadt. Etwa um 18:00 Uhr startete Waldeck einen doppelten Gegenangriff gegen die ermüdeten Franzosen; die Niederländer General Slangenburgs gegen ihre linke Flanke und Marlborough an der Spitze der Life Guards und der Blues (unterstützt durch zwei Regimenter Fußsoldaten) gegen ihre rechte. Die Franzosen taumelten in Unordnung zurück, doch die französische Kavallerie unter Colonel Villars verhinderte eine kopflose Flucht, was es Humières und seinen Männern ermöglichte, aus der Schlacht zu entkommen.
Humières war gedemütigt, doch aufgrund administrativer Probleme unternahm Waldeck nur geringe Anstrengungen, nachzusetzen und so seinen Sieg zu verfestigen. Für einige Tage standen sich die Armeen von Angesicht zu Angesicht gegenüber und beschossen sich mit ihren Kanonen gegenseitig, aber es gab keine weiteren Kampfhandlungen. Humières kehrte zurück zu den Festungen an der Schelde und Waldeck nach Brüssel.
Unter den schottischen Regimentern, die an der Schlacht teilgenommen hatten, befanden sich unter anderem die Scots Guards, die Royal Scots und die Royal Scots Fusiliers.

## Nachwirkung

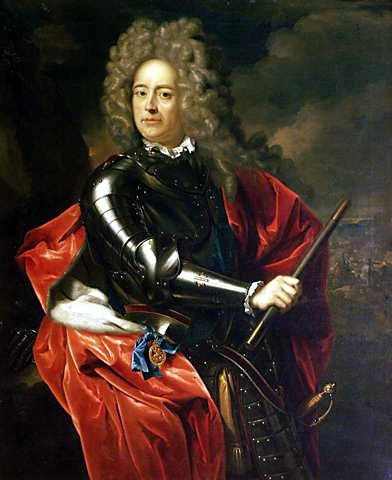
Marlborough, Gemälde von Adriaen van der Werff

Die Schlacht, die einzige nennenswerte Auseinandersetzung des gesamten Feldzuges, war intensiv und blutig. Zeitgenossen konnten sich nicht an einen gleichermaßen ernsthaften Zusammenstoß englischer und französischer Truppen erinnern. Die Verluste der Franzosen wurden auf zwischen 600 und 2.000 Mann geschätzt, hinzu kamen sechs verlorene Kanonen. Die Verluste der Alliierten beliefen sich auf 100–300. Der Prinz von Waldeck sprach Wilhelm gegenüber seine Empfehlung für den 39-jährigen Marlborough aus, der „… trotz seiner Jugendlichkeit“ großes militärisches Geschick an den Tag gelegt hatte. Am 5. September verlieh Wilhelm Marlborough in Anbetracht seiner Verdienste das prestigeträchtige Kommando über das 7. Infanterieregiment, die späteren Royal Fusiliers.
Der Sieg von Walcourt stärkte das Selbstvertrauen der Alliierten. Humières hingegen, der von seinen Kollegen le maréchal sans lumière (frei übersetzt: „Der Marschall ohne Licht“, möglicherweise zu verstehen als hoffnungsloser Fall) tituliert wurde, war blamiert. Bevor er zum Winterquartier marschierte, zog er vier Bataillone von Gardes françaises ab, um ins Rheinland zu marschieren, wo die zahlenmäßig unterlegenen Truppen Ludwigs 1689 ihrer größten Herausforderung gegenüber standen. Doch schon 1690 verlagerte sich der Hauptkriegsschauplatz wieder zurück nach Flandern. Das Kommando über diesen Feldzug vertraute Ludwig dem Herzog von Luxemburg an, der am 1. Juli 1690 in der Schlacht bei Fleurus sein strategisches Meisterstück vollbrachte.